# Iwan Rheon
Iwan Rheon (* 13. května 1985, Carmarthen, Wales, Spojené království) je velšský divadelní, filmový a televizní herec, zpěvák a skladatel. Vyhrál cenu Laurence Oliviera a absolvoval London Academy of Music and Dramatic Art.

## Životopis
Narodil se Einir a Tomosovi Rheonovým ve městě Carmarthen. Má staršího bratra Aleda. Když mu bylo pět let, jeho rodina se přestěhovala do Cardiffu. Navštěvoval Ysgol Gyfun Gymraeg Glantaf a ve svých sedmnácti letech začal s hraním, když získal role ve školních divadelních představeních a zúčastnil se slavnosti National Eisteddfod of Wales, před tím, než studoval na London Academy of Music and Dramatic Art.

## Kariéra

### Herectví
Ve svých sedmnácti letech měl svou první televizní roli ve velšském seriálu Pobol Y Cwm. Hrál Macsena Whita, ale seriál později opustil, aby mohl studovat na Londýnské akademii múzických a dramatických umění. Jeho první významná divadelní role přišla ve hře Eight Miles High, která se v roce 2008 hrála v Royal Court Theatre v Liverpoolu.
Později v roce 2008 byl obsazen do role Moritze Stiefla v londýnské produkci rockového muzikálu Probuzení jara, který získal cenu Tony. Svou roli hrál od ledna 2009 v Lyric Hammersmith a po přemístění i v Novello Theatre, než byla v květnu 2009 derniéra, o pět měsíců dříve, než se plánovalo. Získal nominaci na What's On Stage Award v kategorii nejlepší herec ve vedlejší roli v muzikálu. V roce 2010 za své ztvárnění role získal cenu Laurence Oliviera v kategorii nejlepší mužský herecký výkon v muzikálu ve vedlejší roli.
Ihned po muzikálu Probuzení jara byl obsazen do seriálu Misfits. Seriál vyhrál cenu BAFTA a časopis 247 Magazine ho popsal jako "směs Skins a Heroes". Iwan hraje nervózního a plachého Simona Bellamyho, který získá schopnost neviditelnosti. 20. prosince 2011 oznámil přes sociální síť Twitter, že seriál opouští spolu se svou kolegyní ze seriálu, Antoniou Thomas.
Hostoval jako Ben Theodore v komediálním seriálu Grandma's House. V roce 2011 se také objevil ve finálové epizodě seriálu Tajný deník call girl. Ve stejný rok byl nominován na cenu Golden Nymph v kategorii nejlepší herec v dramatickém seriálu za svou roli Simona Bellamyho v seriálu Misfits.
Od roku 2013 do roku 2016 hrál v seriálu Hra o trůny postavu jménem Ramsay Bolton. V roce 2017 bylo oznámeno, že si zahraje jednu z hlavních rolí v seriálu Inhumans.

### Hudba
S psaním písní a zpíváním začal v šestnácti letech, když byl hlavní zpěvákem skupiny The Convictions, ale skupinu opustil, aby se mohl věnovat své herecké kariéře. V roce 2010 nahrál svoji první sólovou práci, EP nazvanou Tongue Tied v RAK Studios v Londýně. EP produkovali Jonathan Quarmby a Kevin Bacon a digitálně vyšlo v červnu 2010. V dubnu 2011 se do RAK Studios vrátil, aby nahrál svoje druhé EP Changing Times. Opět ho produkovali Quarmby a Bacon a přidali se zde 3 doprovodní hudebníci. Changing Times vyšlo 10. října 2011. V únoru 2012 na rádiovém chatu s AWAL OnAir Radio Rheon oznámil, že právě pracuje na plném albu.

## Osobní život
Rheon žije v Londýně se svojí přítelkyní Zoë Grisedale. Dvojici se narodilo dítě v srpnu 2018.

## Filmografie

### Film
| Rok  | Název                         | Role           | Poznámky            |
| ---- | ----------------------------- | -------------- | ------------------- |
| 2011 | Resistance                    | George         |                     |
| 2011 | Divoký Bill                   | Pill           |                     |
| 2012 | Vloupačka                     | Dempsey        |                     |
| 2012 | Boys On Film: Cruel Britannia | Luka           | krátkometrážní film |
| 2012 | The Back of Beyond            | Petesy         | krátkometrážní film |
| 2013 | Osvoboditel                   | Daniel O'Leary |                     |
| 2015 | Residue                       |                |                     |
| 2015 | Charlottina píseň             | Randall        |                     |
| 2016 | SUM1                          | S.U.M.1        |                     |
| 2017 | Daisy Winters                 | Doug           |                     |
| 2018 | Hurikán                       | Jan Zumbach    |                     |
| 2019 | Berlin, I Love You            | Greg           |                     |
| 2019 | Hnus                          | Mick Mars      |                     |
| TBA  | The Toll                      |                |                     |

### Televize
| Rok       | Název                 | Role                                         | Poznámky            |
| --------- | --------------------- | -------------------------------------------- | ------------------- |
| 2002–2004 | Pobol y Cwm           | Macsen White                                 | díl: „OB Cafe“      |
| 2009–2011 | Misfits: Zmetci       | Simon Bellamy                                | 21 dílů             |
| 2010      | Coming Up             | Luka                                         | díl: „I Don't Care“ |
| 2010–2012 | Grandma's House       | Ben Theodore                                 | 2 díly              |
| 2011      | Tajný deník call girl | Lewis                                        | 1 díl               |
| 2013–2016 | Hra o trůny           | Ramsay Sníh/Bolton                           | 20 dílů             |
| 2013–2016 | Jízlivě tvůj          | Ash Weston                                   | 14 dílů             |
| 2014      | Our Girl              | Dylan „Smurf“ Smith                          | 5 dílů              |
| 2014      | Under Milk Wood       | Evans, smrt                                  | TV film             |
| 2015      | Residue               | Jonas Flak                                   | mini-seriál, 3 díly |
| 2016      | The Green Hollow      | Sam Knight                                   |                     |
| 2017      | Umělec Adolf          | Adolf Hitler                                 | TV film             |
| 2017      | Riviéra               | Adam Clios                                   | 10 dílů             |
| 2017      | Inhumans              | Maximus                                      | hlavní role, 8 dílů |
| 2017      | Griffinovi            | George Harrison/John Lennon/moderátor (hlas) | díl: „Petey IV“     |
| 2020      | Američtí bohové       | Liam Doyle                                   |                     |

### Divadlo
| Rok  | Název                | Role           | Poznámky                       |
| ---- | -------------------- | -------------- | ------------------------------ |
| 2008 | Eight Miles High     | Al             | Royal Court Theatre, Liverpool |
| 2009 | Probuzení jara       | Moritz Stiefel | Lyric Hammersmith              |
| 2010 | The Devil Inside Him | Huw Prosser    | National Theatre Wales         |
| 2011 | Remembrance Day      | Lyosha         | Royal Court Theatre            |
| 2018 | Foxfinder            | William Bloor  | Ambassadors Theatre            |

### Videohry
| Rok       | Název       | Role        | Poznámky |
| --------- | ----------- | ----------- | -------- |
| 2014–2015 | Hra o trůny | Ramsay Snow |          |

## Diskografie
- 2010: Tongue Tied EP
- 2011: Changing Times EP
- 2013: Bang, Bang! EP
- 2015: studiové album Dinard

## Ocenění a nominace
| Rok  | Ocenění                   | Kategorie                                 | Práce          | Výsledek  | Ref.  |
| ---- | ------------------------- | ----------------------------------------- | -------------- | --------- | ----- |
| 2010 | Laurence Olivier Award    | nejlepší herec ve vedlejší roli (muzikál) | Probuzení jara | vítězství |       |
| 2011 | Golden Nymph Awards       | nejlepší seriálový herec (drama)          | Misfits        | nominace  |       |
| 2012 | SFX Awards                | nejlepší herec                            | Misfits        | nominace  |       |
| 2014 | Screen Actors Guild Award | nejlepší seriálové obsazení (drama)       | Hra o trůny    | nominace  | [ 2 ] |
| 2015 | IGN Awards                | nejlepší seriálový padouch                | Hra o trůny    | nominace  |       |
| 2015 | IGN People's Choice Award | nejlepší seriálový padouch                | Hra o trůny    | nominace  |       |
| 2016 | Screen Actors Guild Award | nejlepší seriálové obsazení (drama)       | Hra o trůny    | nominace  | [ 3 ] |